# Combate naval de Cabo Manglares
El Combate naval de Cabo Manglares o de Punta Galera fue una batalla naval entre dos buques ocurrida entre el 12 - 16 de mayo de 1820. Se enfrentaron la fragata de la armada española  S.M."Prueba" contra la corbeta de la armada chilena "Rosa de los Andes". La nave patriota desarrollaba una guerra de corso a lo largo de la costa del Pacífico hasta el istmo de Panamá. El comandante español Antonio Vacaro  obtuvo la victoria en este combate naval, donde derrotó y persiguió el buque corsario. El comandante John Illingworth fue gravemente herido y quedó fuera de combate, y su segundo, el capitán Desereines, se puso al mando del buque dañado, mantuvo a flote la corbeta que abandona el sitio del combate para internarse en el río Iscuandé, donde pudo encontrar amparo porque su calado o fondo se lo impedía a la fragata.  
El 30 de mayo, John Illingworth remite su parte de guerra al gobierno de Chile y en su informe destaca su gesta y el desigual combate con la fragata española. En esa fecha la corbeta "Rosa de los Andes", que había encontrado refugio internándose por la boca del río, terminó encallada irremisiblemente en el río Iscuandé, siendo abandonada e incendiada ante la llegada de tropas españolas. Los destacamentos del ejército español que habían localizado el lugar de refugio del barco finalmente se apoderan de los restos del buque ese mismo día. 

## Antecedentes

### La División del Mar del Sur
En 1819, Fernando VII decide enviar una división naval con destino al apostadero marítimo de El Callao, con la misión de restaurar el poder naval español en el Mar del Sur. El convoy parte de Cádiz el 13 de mayo de 1819 y estaba integrado por cuatro buques y 1400 hombres. 
Esta división naval fue la fuerza marítima más imponente y esperada de España en toda la guerra, sin buques rivales en el Pacífico, pierde durante la travesía a todos sus comandantes que resultan desaparecidos o incapacitados gravemente, y más importante pierde los dos potentes navíos de guerra en el curso de una prolongada travesía que iba desde Cádiz hasta el Callao por la vía Cabo de Hornos. El primero en perderse es el buque de línea de 74 cañones, al mando de D.Antonio Tiscar y Pedrosa, el navío Alejandro I hace aguas a la altura del Río de Janeiro y debe regresar a Cádiz. El navío de línea San Telmo, mandado por el capitán de navío D. Joaquín de Toledo y Parra, otro buque de 74 cañones, naufraga en el Cabo de Hornos, y con el desaparece el comandante de la división naval, el brigadier Rosendo Porlier y Asteguieta, veterano de Trafalgar, experto marino, y condecorado por sus resonantes victorias en Nueva España.  
Sin los dos navíos que no consiguieron llegar al Pacífico, únicamente sobreviven al cruce del Cabo de Hornos los dos buques menores, le primero la fragata Prueba de 50 cañones, construida en Ferrol, mandada por D. Melitón Pérez del Camino, y la fragata mercante armada Primorosa Mariana de 48 cañones, comandada por D. Manuel del Castillo, la primera en arribar a puerto seguro. 
La fragata «Prueba» que había salido de Cádiz junto con los navíos «San Telmo» y «Alejandro» no sabía nada de la situación militar en el Pacífico, desconocía que la marina patriota tenía una escuadra al mando de Thomas Cochrane bloqueando el Callao. El buque español estaba gravemente debilitado tras esta larga y azarosa travesía. D. Melitón Pérez del Camino, a su arribo al Callao desconfió a la vista de tanto buque, y dio orden de cambiar el rumbo con nuevo destino hacia Guayaquil, maniobrando hábilmente. La fortuna parecía favorecer a Lord Cochrane que habría estado a punto de reconocerlos, pero quedó confundido a la distancia, equivocándose con balleneros norteamericanas.

### La misión de Antonio Vácaro
La fragata Prueba al mando de D. Melitón Pérez del Camino consiguió refugio en el puerto de Guayaquil donde el buque pudo rehabilitarse y su tripulación pudo reponerse. El virrey Joaquín de la Pezuela envió a Antonio Vacaro, entonces comandante del apostadero del Callao, en busca del buque español para ponerse al mando. Por orden del virrey Pezuela se monta una división naval que manda el mismo Antonio Vacaro, con el objeto de reforzar la costa hasta Panamá. La división estaba compuesta por la fragata de guerra Prueba, el bergantín capturado Maipú y el transporte Javiera. 
Vacaro supo que las embarcaciones insurgentes estaban destruyendo el tráfico comercial desde Guayaquil hasta Panamá, por lo que zarpó el 6 de mayo con la Prueba y el Maipú hacia el norte para recorrer aquella costa. Durante la travesía la Maipú sufrió averías en su arboladura, por lo que debió regresar, y puso rumbo hacia el Callao para ser reparada. La fragata Prueba continuó con su misión al mando de Vacaro, siguió su crucero de guardacostas hasta Panamá, recogiendo en varios puntos noticias sobre el posible paradero de él o los buques insurgentes. En el mes de mayo supo que uno de los buques insurgentes que incursionaba por el Chocó era la corbeta Los Andes. 

## Las fuerzas enfrentadas

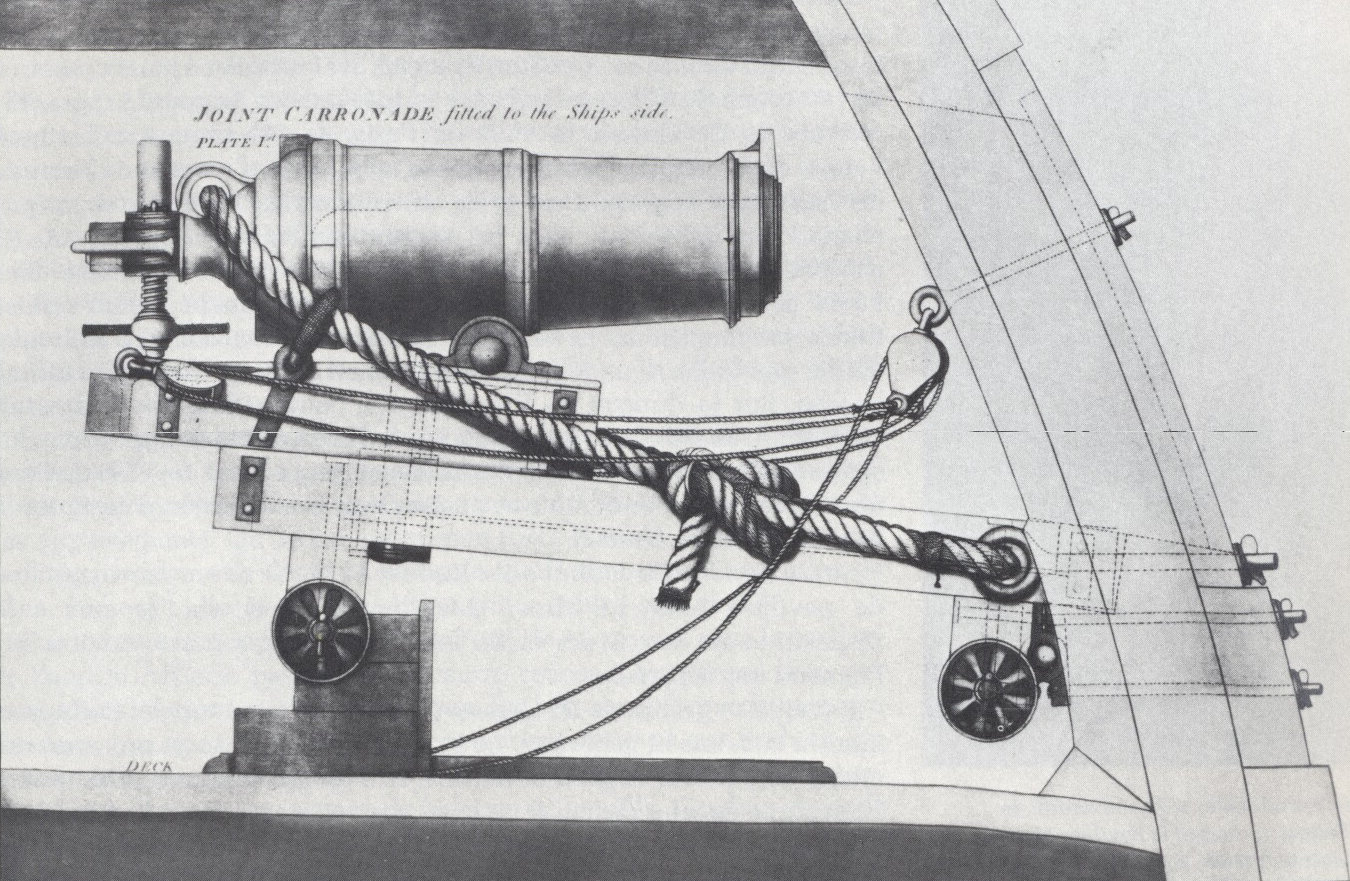
La carronada era un cañón muy efectivo a corta distancia y causaba graves daños en la obra muerta, cubierta o arboladura.

La fragata española se construyó en el Ferrol, en el año 1800. Se trata de una serie de buques ligeros y maniobrables, con una dotación de 257-259 tripulantes.Esta fragata tenía 850 toneladas. Estaba armada con 48 cañones, 28 de a 24 lbs, 8 de 12 libras, 8 obuses de 24 y 4 ob. de 3.  
El buque chileno "Los Andes", se llamó así en honor al cruce de los Andes, era el alias "Rose", porque se trataba del mismo buque "Rose" que trajo a Chile Thomas Cochrane y que anteriormente había sido una corbeta de guerra de la Marina Real Británica. La corbeta chilena era de 400 toneladas, 151 tripulantes, obtenía una velocidad de 12 millas gracias a una arboladura de fragata, y estaba clasificada como una fuerte y muy velera, en total montaba 41 cañones, armada con dos baterías; la baja o entrepuente llevaba 22 cañones de 18 lbs, la cubierta superior o sobrecubierta tenía 14 carronadas de a 12 lbs y las miras de proa en ambas baterías eran 4 cañones de a 18 lbs. El buque llevaba además 4 botes menores, uno podía montar 1 cañón de a 12 lbs, y desembarcar en total 80 hombres.

## El desarrollo de la batalla de Punta Galera

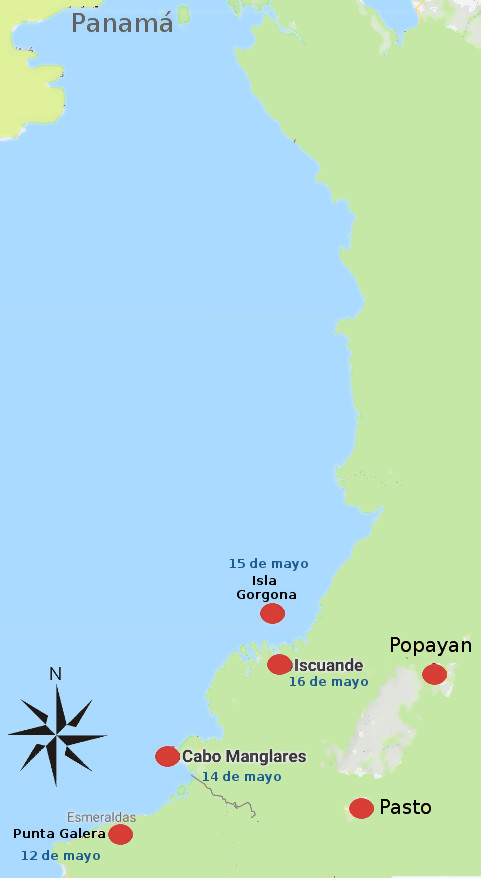
Situación de la Isla Gorgona, al norte de Cabo Manglares.

El 12 de mayo a nivel de Punta Galera en la Provincia de Esmeraldas, los vigías de la corbeta Los Andes atisban en el horizonte una vela a la distancia en dirección noroeste. Se trataba de la fragata Prueba el buque español al mando de Antonio Vacaro. 

### Primer encuentro en Cabo Manglares
La fragata Prueba alcanzó la costa de Esmeraldas, y a nivel de Cabo Manglares, a mediodía del 14 de mayo. Antonio Vacaro reconoció a gran distancia un buque corsario a barlovento, dirigiendo la proa de su buque contra el enemigo. Ambos se iban aproximando a la distancia con el objeto de reconocerse, hasta que sobre las tres de la tarde, a una legua de distancia, la corbeta avistada viró en redondo, navegó de ceñida, y alejándose en dirección norte cambió el pabellón británico que hasta ese momento había tenido por el pabellón chileno.  El buque español, que tenía un andar superior, persigue a la corbeta chilena, y sobre las cuatro intenta buscar el combate, pero hasta el anochecer no consigue tenerla a tiro largo, cuando ya la corbeta se escabulle en la oscuridad. Durante toda la noche la fragata Prueba navega en Bordada por las condiciones del viento, esperando encontrar la corbeta enemiga nuevamente visible en el horizonte porque no podría ganar tanto barlovento.

### Segundo encuentro en la Isla Gorgona
Al amanecer del día 15 de mayo la corbeta chilena se divisa otra vez a la distancia, a cinco leguas a Sotavento, e inmediatamente la fragata española se dirige sobre ella a entablar combate. La corbeta navegó a un largo, recibiendo más viento por la aleta, hinchando las velas para evitar el combate, pero con la fragata acortando la distancia le da alcance, ya a medio tiro de cañón tuvo que abrir fuego. La fragata española no respondió hasta acortar más la distancia, entonces sostuvo un fuego a doble munición. En ese momento los buques habían ya alcanzado la parte meridional de la Isla Gorgona. La acción se mantuvo sin interrupción por más de una hora, navegando hasta que la corbeta consideró que la fragata ya no podría evitar encallar en los fondos marinos de la isla Gorgona, entonces para evitar a sí misma el naufragio, la corbeta viró en redondo buscando la popa de la fragata, pero la maniobra resultó un desastre porque uno y otro buque casi se rozan, y a esa distancia tan corta, la fragata, que en ese momento tenía la artillería preparada para disparar súbitamente abre fuego, quedando estremecida por el retroceso de todos sus cañones simultáneamente. La corbeta recibe toda la andanada que deja su cubierta destrozada, quedan silenciados completamente sus cañones, su capitán gravemente herido queda fuera de combate, y su tripulación herida se ve incapaz ni de responder con tiro de fusil. Pero su segundo al abrigo de la noche bajo una fuerte lluvia consigue poner a la fuga el buque corsario. La fragata española, a su vez, con su proa a punto de encallar en los arrecifes de la Isla Gorgona tuvo que virar enérgicamente para evitarlo, alejándose de los arrecifes. 
La corbeta chilena había quedado muy dañada, se había llevado la peor parte, pero consigue perderse de vista en la oscuridad. Su capitán John Illinworth quedó gravemente herido, recibió una herida de metralla que le saltó en la mejilla izquierda del rostro, dejándole una cicatriz profunda que sería años más tarde cubierta con una placa de metal, lo que le valdría el apodo de "Cara de Plata". En esta acción el segundo al mando consiguió escapar del sitio del combate llevando la maltrecha corbeta a la boca del río Iscuandé en la costa consiguiendo internarse y obtener refugio.

### Persecución en el río Iscuandé
Al amanecer del día 16 de mayo Antonio Vacaro, vuelve con la luz del día a buscar la corbeta enemiga. Recorre primero los alrededores de la isla Gorgona, al no encontrarla, se dirigió a la costa, donde descubre que Los Andes, se iba internando por la boca del río Iscuandé, buscando refugio dentro del río. La tripulación había arrastrado la corbeta hacia el interior del río porque ya no podría mantenerse a flote, para no ser capturada. Vacaro aproxima la fragata con toda precaución hacía la costa, por el escaso calado a los fondos de tierra, pero los bajos del suelo le impiden seguir hacía el cauce del río. Tres botes con sondas comprobaron que no era factible la navegación, y desistió por el riesgo de encallar el buque. 
Antonio Vacaro, permanece allí mismo, vigilando y rehabilitándose hasta el 21 de mayo, fecha en la que pone rumbo al Sur, y remite el parte de batalla al virrey. Una fragata estadounidense que cruzaba la zona también dio parte de esta batalla a las autoridades españolas.

En el estero de El Barco encalló la Rosa de los Andes, cuando se internó en el río Iscuandé para salvarse de la fragata española llamada La Prueba con la que había sostenido por dos días a la altura de Punta Galera un reñido combate el 16 de mayo de 1820

El buque chileno finalmente quedó varado en el río Iscuandé. El presidente de Quito, Melchor Aymerich, pone en conocimiento del virrey un extenso comunicado del gobernador de Barbacoas, Antonio Rodríguez y Moreno, que le avisa que dos de sus destacamentos avanzados le informan que el día 30 de mayo las tropas españolas han encontrado la corbeta chilena Rosa de los Andes varada en el río Iscuandé, que es abandonada por su tripulación tras incendiar el buque. Coincidiendo con esa misma fecha, John Illinworth envía un parte al gobierno de Chile y huye con su tripulación tierra adentro para unirse a las tropas de Colombia.

## Controversia

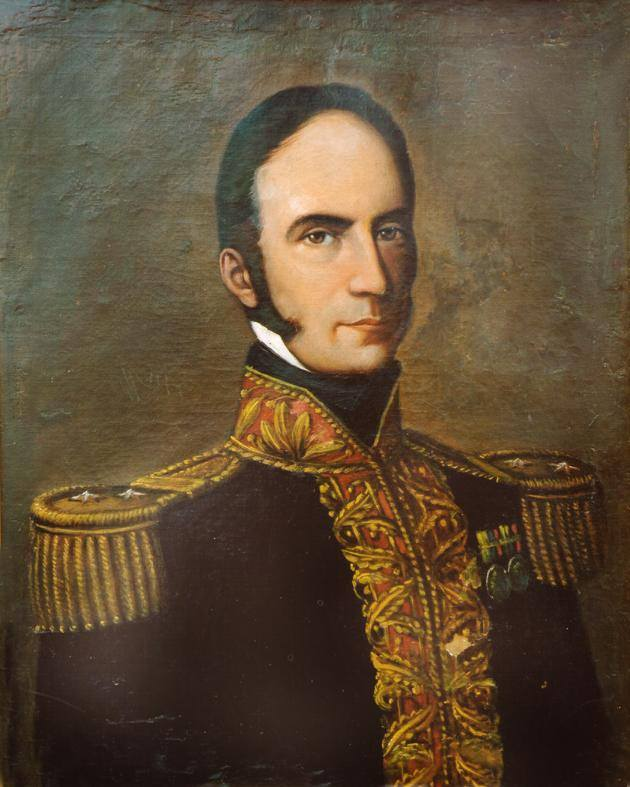
John Illingworth Hunt.

John Illinworth envía un parte oficial redactado el 30 de mayo y dirigido al ministro de guerra y marina chileno, Don José Ignacio Zenteno, donde refleja su versión particular del combate contra la fragata española, del supuesto estado de ambas fuerzas y de sus expectativas de resultado. El parte de Illinworth es recogido por el historiador chileno, Luis Uribe Orrego en su obra original "Los Orígenes de Nuestra Marina Militar" -de Chile-, donde exalta la figura del marino corsario, recoge sin precisar que tras el combate el corsario se dispuso a retornar a Chile, pero que embarrancó en el río Iscuandé, atribuyéndolo a un hecho del Destino, aunque reconoce que el buque nunca más volvió a navegar. 

La corbeta los Andes no estaba destinada a regresar al puerto de su espedición. Una tarde al dar la vela del Izcuandé la corbeta se vara en la boca del río, siendo inútiles todos los esfuerzos para ponerla a flote.

Ni John Illinworth en su parte oficial, ni Luis Uribe Orrego en su obra histórica decimonónica, explican cómo llegó el buque a meterse en el río Iscuandé a consecuencia del combate, ni lo que sucedió finalmente con el buque chileno, abandonado e incendiado al enfrentar los destacamentos españoles el 30 de mayo.

## Conclusiones
Antonio Vacaro consigue acabar con la guerra de corso desarrollada por John Illingworth en la costa del Pacífico, de Guayaquil hasta Panamá, y Chile pierde el buque Rosa de los Andes. 